# Tomba del Belvedere
La tomba del Belvedere (en français : Tombe du Belvédère) est l'une des tombes étrusques à tholos datant de la fin du VIIe début VIe siècle av. J.-C., située dans le site archéologique de Vetulonia, sur le territoire de la frazione Vetulonia de la commune de Castiglione della Pescaia (province de Grosseto) en Toscane. 

## Histoire
La tomba del Belvedere  a été découverte par Isidoro Falchi dans les années 1900.

## Description
La tombe du Belvédère est une tombe à tholos (soit à fausse coupole).
Le tumulus était à l'origine constitué d'une chambre quadrangulaire accessible par  un dromos, trois petites niches  destinées aux sépultures des défunts sont encore visibles.
La couverture de la structure était réalisée au moyen d'anneaux concentriques de blocs de pierre qui se réduisent graduellement vers le haut selon une technique définie de la «  pseudo-coupole  ».
Le pilier central dit omphalos, n'avait pas pour but le soutien de la voûte (il n'atteint d'ailleurs pas à son sommet), mais symbole de l'axe du monde, il liait le monde des vivants au monde des morts, virtuellement atteint dans le sol.
La structure est aujourd'hui fortement détériorée. Il ne reste aujourd'hui que l'architrave de la porte d'entrée de la chambre principale, tout le reste dont le gros bloc obturant la porte d'entrée ayant disparu.
Les pièces archéologiques sont conservées au musée archéologique national de Florence ainsi qu'au Musée archéologique Isidoro Falchi.

## Sources
- Voir liens externes